# Beutler

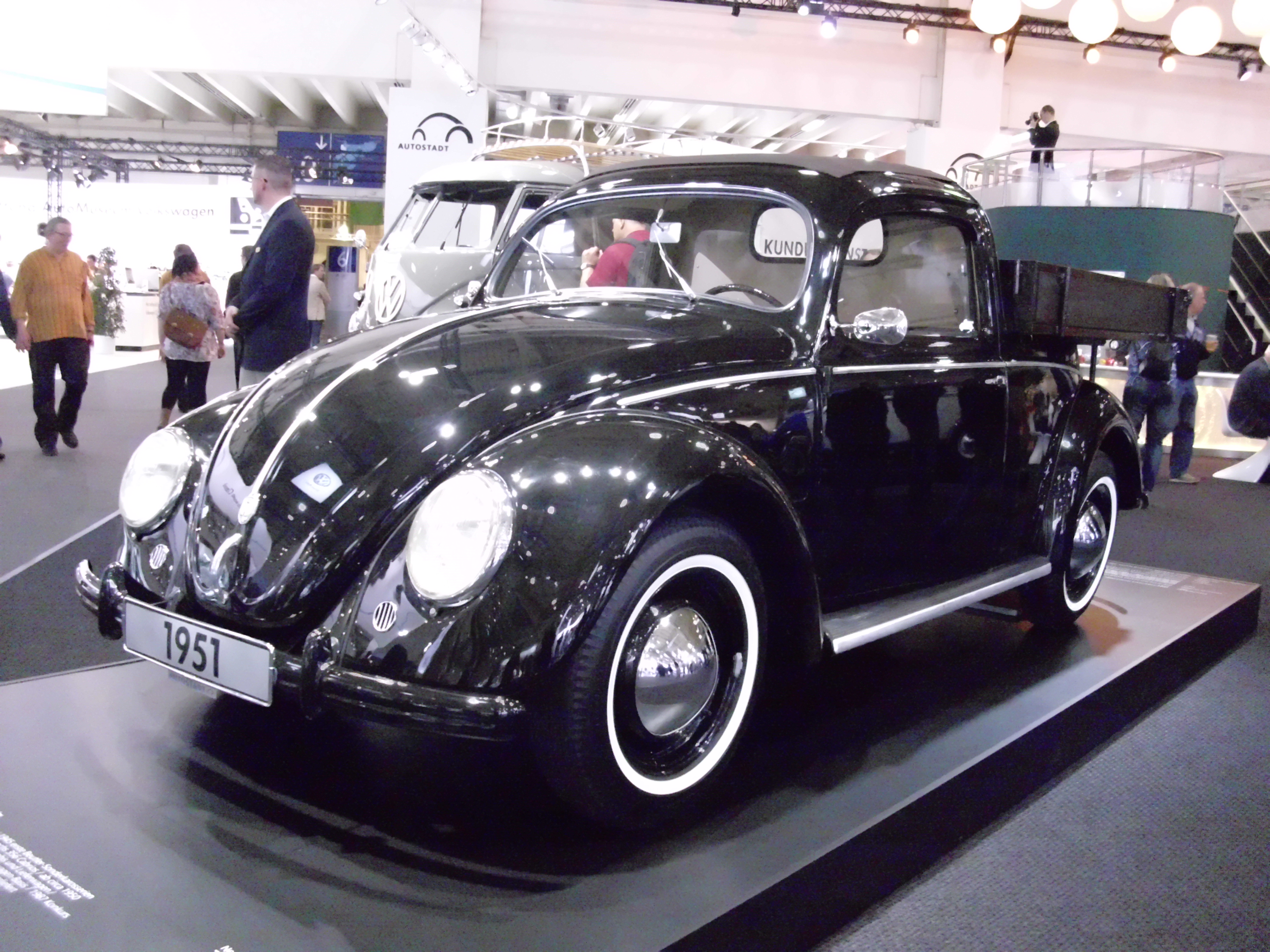
Beutler pickup, 1951

Beutler is een Zwitserse carrosseriebouwer, opgericht in 1946.
Beutler is bekend als bouwer van carrosserieën op basis van Volkswagen-chassis. Beutler bouwde vooral coupés op basis van de VW Kever en Porsche 356.
In 1950 bouwde Beutler een Kever als pick-up-model. Daarnaast ontwikkelde het bedrijf ook een stationwagen, maar dat werd door de door VW gebouwde Kombi (pick-up) weggeconcurreerd.